# David Cyrill Akakpo
David Cyrill Akakpo (* 1. Oktober 1997 in Berlin) ist ein deutscher Handballspieler.

## Karriere
David Cyrill Akakpo spielte zunächst in der Jugend für Blau-Weiß 90 Berlin und den TSV Rudow 1888. Darauf wechselte er 2016 in die 2. Mannschaft der Füchse Berlin und stieg mit Berlin in die 3. Liga auf. 2018 wechselte er zum Zweitligisten TUSEM Essen. 2020 gelang ihnen der Aufstieg in die 1. Bundesliga. Ab 2020 stand er im Kader des damaligen Drittligisten 1. VfL Potsdam. 2022 stieg er mit Potsdam in die 2. Bundesliga auf. Zwei Jahre später gelang ihnen der Aufstieg in die 1. Bundesliga. Im Sommer 2025 wechselte er zur HSG Wetzlar.